# Bituing Walang Ningning
Bituing Walang Ningning é uma telenovela filipina produzida e exibida pela ABS-CBN, cuja transmissão ocorreu em 2006.

## Elenco
- Sarah Geronimo - Dorina Pineda / Emilia Rose Suarez
- Zsa Zsa Padilla - Rosa Mia Suarez
- Tonton Gutierrez - Emilio Suarez
- Ai-Ai de las Alas - Adora Pineda

## Trilha sonora
1. Bituing Walang Ningning – Sarah Geronimo
2. Sana'y Maghintay ang Walang Hanggan – Zsa Zsa Padilla
3. Nasaan Ka Man – Zsa Zsa Padilla e Sarah Geronimo
4. Miss na Miss Kita – Angelika dela Cruz
5. Dito Ba – Sarah Geronimo e Angelika dela Cruz
6. Hold On – Chris Cayzer
7. Kanta Tayo – Ai-Ai de las Alas
8. Bakit Ba Ganyan – Carlo Aquino
9. Missing You – Jay Perillo
10. Bituing Walang Ningning